# La Guierche
La Guierche település Franciaországban, Sarthe megyében. Lakosainak száma 1285 fő (2022. január 1.). La Guierche Montbizot, Souillé, Souligné-sous-Ballon, La Bazoge, Joué-l’Abbé és Neuville-sur-Sarthe községekkel határos.

## Népesség
A település népességének változása:
| Lakosok száma | 1059 | 1075 | 1104 | 1103 | 1132 | 1125 | 1178 | 1231 | 1285 |
|               | 2013 | 2015 | 2016 | 2017 | 2018 | 2019 | 2020 | 2021 | 2022 |